# Пуэрто-Рико на зимних Олимпийских играх 1984
Пуэрто-Рико принимало участие в Зимних Олимпийских играх 1984 года в Сараево (Югославия) в первый раз за свою историю, но не завоевало ни одной медали.

## Санный спорт
Страну на соревнованиях представлял саночник Джордж Такер. В каждой из попыток Джон оставался последним и в итоге с очень большим отставанием не только от первого места, но даже и от стоящего на одну ступеньку выше него британца Криса Прентиса занял последнее 30 место. Но эта неудача в итоге не остановила Джона и он принял участие в Олимпийских играх в Калгари.
Спортсменов — 1
Мужчины
| Спортсмены   | Соревнование | 1 заезд   | 1 заезд | 2 заезд   | 2 заезд | 3 заезд   | 3 заезд | 4 заезд   | 4 заезд | Итоговый результат | Итоговое место |
| Спортсмены   | Соревнование | Результат | Место   | Результат | Место   | Результат | Место   | Результат | Место   | Итоговый результат | Итоговое место |
| ------------ | ------------ | --------- | ------- | --------- | ------- | --------- | ------- | --------- | ------- | ------------------ | -------------- |
| Джордж Такер | Одиночки     | 53,962    | 31      | 52,907    | 31      | 53,271    | 31      | 52,873    | 30      | 3:33,013           | 30             |